# Johan Erhard Areschoug
Johan Erhard Areschoug (někdy uváděn též jako John Erhard Areschoug; 16. září 1811 Göteborg, Švédsko – 7. května 1887 Stockholm) byl švédský algolog.

## Životopis
Areschoug byl synem vážního mistra lundské železné váhy Martina Areschouga a jeho ženy Sofie Elisbeth Greiffeové. Od roku 1839 byl ženatý s Fredrikou Sofií Åhmanovou. Byl členem rodiny Arreskow a dědečkem Henninga Schmiterlöwa.
Studoval přírodní vědy na Lundské univerzitě, kde v roce 1838 získal doktorát z filozofie. V roce 1859 vystřídal Eliase Magnuse Friese (1794–1878) na postu profesora botaniky na Uppsalské univerzitě, kde působil až do roku 1876. V roce 1851 byl zvolen členem Královské akademie věd.
Areschoug prováděl rozsáhlé terénní studie skandinávských výtrusných rostlin a je připomínán pro své práce v oblasti fykologie. Od roku 1836 vydával exsikáty věnované skandinávským řasám, největší řadu s názvem Algae Scandinavicae exsiccatae quas adjectis Characeis distribuit John Ehrh. Areschoug. Serie novae v letech 1861 až 1879.

### Student
Areschoug se stal studentem na Lundské univerzitě v roce 1829 a brzy se setkal s univerzitními velikány Carlem Adolphem Agardhem, Svenem Nilssonem a Eliasem Friesem, kteří jeho studium přírodních věd podporovali povzbuzováním a radami. Poté, co strávil několik letních sezon na botanických výpravách a seznámil se s výtrusnými rostlinami jižního Švédska a prostřednictvím korespondence a výměny informací obdržel bohaté příspěvky k flóře Norska a Laponska, zaměřil své studium na výtrusné rostliny, zejména řasy, a za tímto účelem se v roce 1835 vydal na vědeckou cestu po šérovém pobřeží Bohuslänu.

### Doktor
S podporou Uppsalské vědecké společnosti odcestoval Areschoug v roce 1837 do Norska, procestoval údolí Gudbrandsdalen, prošel z Dovre do Kristiansundu a Molde a celou dobu se věnoval studiu řas. V roce 1838 získal v Lundu doktorát filozofie, v témže roce byl jmenován mimořádným profesorem botaniky a v roce 1840 se stal učitelem přírodních věd na Göteborském gymnáziu. Během svého desetiletého působení zde pečlivě studoval mořskou flóru šérového pobřeží Bohuslänu a zároveň prostřednictvím přátel a spolužáků získával bohaté algologické sbírky z mimoevropských zemí.

### Docent
V roce 1849 byl jmenován docentem na univerzitě v Uppsale a v roce 1858 podnikl s podporou městských fondů vědeckou cestu po mořském pobřeží severní Francie a několika částech Německa. 

### Profesor
V prosinci 1859 byl Areschoug povýšen na profesora botaniky v Uppsale, kde vystřídal Eliase Friese, a nadále sledoval nejnovější vědecké poznatky, zejména v oblasti studia výtrusných rostlin. I poté, co se stal profesorem, navštívil Areschoug několikrát západní pobřeží Švédska, především proto, aby nasbíral materiál pro svou sbírku skandinávských řas Algæ Scand. exsiccatæ. Vydal také několik vědeckých prací, z nichž nejvýznamnější jsou Symbolæ Algarum rar. Floræ scand. (1838), Iconographia phycologica (1847), Phyceæ scand. marinæ (1850); Corallineæ v Genera et Spec. Algarum Jakoba Georga Agardha a Lärobok i Botanik (1863). V roce 1876 se Areschoug vzdal profesury, která přešla na Thore M. Friese.

## Ocenění
Ruduchy rodu Areschougia z čeledi Areschougiaceae byly pojmenovány na jeho počest.

## Dílo
Výběr z díla:
- Symbolae Algarum rar. Florae scandinavicae (1838).
- Iconographia phycologica (1847).
- Phyceae scanidnavicae marinae (1850).
- Observationes phycologicae (1883).